# أخبار العالم
أخبار العالم (بالإنجليزية: News of the World)‏ هو فيلم دراما غرب أمريكي أمريكي صدر عام 2020 من إخراج بول غرينغراس وبطولة توم هانكس،هيلينا زينجل،نيل ساندلاندس،توماس فرنسيس ميرفي.

## نبذه
يعيش أحد سكان تكساس على مهنة السفر عبر الغرب لنقل أخبار العالم إلى سكان المدينة المحليين، وتبدأ حياته في التغير تدريجيًا حينما يوافق على المساعدة في إنقاذ فتاة صغيرة تم اختطافها.

## روابط خارجية
- الموقع الرسمي
- أخبار العالم على موقع IMDb (الإنجليزية)
- أخبار العالم على موقع ميتاكريتيك (الإنجليزية)
- أخبار العالم على موقع روتن توميتوز (الإنجليزية)
- أخبار العالم على موقع نتفليكس (الإنجليزية)
- أخبار العالم على موقع ألو سيني (الفرنسية)
- أخبار العالم على موقع أول موفي (الإنجليزية)
- أخبار العالم على موقع بوكس أوفيس موجو (الإنجليزية)
- أخبار العالم على موقع فيلمافينيتي (الإسبانية)
- أخبار العالم على موقع قاعدة بيانات الأفلام السويدية (السويدية)
- أخبار العالم على موقع قاعدة بيانات الفيلم (الإنجليزية)